# 大門實紀史
大門實紀史（日语：／ Daimon Mikishi ?；1956年1月10日—）是日本的政治人物與經濟評論家，隸屬日本共產黨，現任日本參議院議員（比例代表）。他曾於2001年至2022年間連續擔任三屆參議員，專長於財政、稅制與中小企業政策，並以邏輯清晰、深入淺出的質詢風格聞名。2024年，在田村智子辭去參議院議席轉戰眾議院後，他作為比例名單候補者遞補復任。
大門畢業於同志社大學法學部，曾任《赤旗》記者與共產黨政策研究機構成員，長年參與預算委員會與財金委員會，聚焦社會保障、稅收公平與勞動者權益等議題，被視為黨內主要的經濟政策論者之一。

## 經歷
大門實紀史於1956年1月10日出生於京都市北區紫野地區。自幼在京都成長，就讀京都市立日吉丘高等学校，畢業後考入同志社大學法學部。大學期間，他積極參與學生運動與勞工議題，並開始關注社會正義與經濟結構改革。雖然最終未完成學業，但其後進入《赤旗》報社工作，長期擔任經濟記者，累積大量基層調查與政策研究經驗。
1998年，大門以日本共產黨比例代表身份參選參議院選舉，雖告落選，但於2001年以比例名單次順位遞補當選，首次進入國會。此後連任三屆參議院議員，直至2022年，期間活躍於預算委員會、財政金融委員會與內閣委員會等，專注於金融監管、稅制改革、勞動保障與中小企業支援等政策領域。
作為黨內主要經濟政策論述者，大門以邏輯清晰、質詢風格嚴謹著稱。他多次在國會中針對消費稅政策、財界資本運作與社會保障提出批判性質詢，曾與前經濟政策制定者竹中平藏等人正面交鋒，廣受關注。其發言常引述具體統計資料與實地案例，被視為共產黨國會內「經濟通」代表人物之一。
2022年任期屆滿後未再出馬參選。2024年，原任參議員田村智子因改選眾議院而辭職，依比例代表遞補規則，由大門實紀史再次回任國會，展開第四次參議院任期。

## 事件

### 批判新自由主義與竹中平藏論戰
大門實紀史在其長年國會質詢中，以多次對竹中平藏等推動新自由主義政策者的直接批判聞名。他在財政金融委員會上強烈反對規制緩和、非正規雇用制度與消費稅加稅，認為這些政策加劇了勞動貧困與社會分化。根據《每日新聞》報導，大門在2000年代至2020年間，至少與竹中交鋒50次以上，並曾批評竹中是「典型的財界代言人」，引起媒體與學界高度關注。